# Frielendorf
Frielendorf ist eine Gemeinde im nordhessischen Schwalm-Eder-Kreis. Sie ist staatlich anerkannter Luftkurort und trägt seit dem 1. September 2019 die amtliche Zusatzbezeichnung Marktflecken.

## Geographie

### Geographische Lage
Frielendorf liegt am Nordwestrand des Knüllgebirges etwa 8,5 km südwestlich von Homberg. Nordwestlich des Dorfs liegt der Sendberg (339 m ü. NN), auf dem bis zu seiner Verlegung nach Frielendorf gegen Ende des 13. Jahrhunderts das Gericht auf dem Sendberg tagte, nordöstlich der Silbersee und südöstlich erhebt sich die Mark (382,7 m ü. NN). Durchflossen wird es vom Efze-Zufluss Ohebach.

### Nachbargemeinden
Frielendorf grenzt im Nordosten und Osten an die Stadt Homberg, im Südosten an die Stadt Schwarzenborn, im Süden an die Stadt Neukirchen und an die Gemeinde Willingshausen, im Südwesten und Westen an die Stadt Schwalmstadt, im Westen an die Gemeinde Neuental und im Nordwesten an die Stadt Borken; sie gehören alle auch zum Schwalm-Eder-Kreis.

### Gemeindegliederung
Zur Gemeinde Frielendorf gehören neben dem Kernort die fünfzehn Ortsteile:
| - Allendorf - Gebersdorf - Großropperhausen - Lanertshausen - Leimsfeld | - Lenderscheid - Leuderode - Linsingen - Obergrenzebach - Schönborn | - Siebertshausen - Spieskappel - Todenhausen - Verna - Welcherod |

## Geschichte

### Ersterwähnung
Der namensgebende Ortsteil Frielendorf wurde als Frilingendorf im Jahre 1197 in einem Einkommensverzeichnis des Klosters Spieskappel, soweit bekannt, erstmals urkundlich erwähnt. Als weitere historische Namensformen sind Frilingestorf (um 1220), Vrilingedorph (1247), Frilendorf (1333) und Frielndorff (1585) belegt.

### Hessische Gebietsreform
Im Zuge der hessische Verwaltungs- und Gebietsreform schlossen sich die Gemeinden Frielendorf, Gebersdorf, Lenderscheid (seit 15. September 1968 mit der Gemeinde Lanertshausen und seit 1. Juli 1970 mit der Gemeinde Siebertshausen vereinigt), Linsingen und Todenhausen zur neuen Großgemeinde Frielendorf zusammen. Am 1. Januar 1974 wurden kraft Landesgesetz die beiden Großgemeinden Frielendorf und Grenzebach (das sich am 31. Januar 1971 aus den Gemeinden Leimsfeld, Obergrenzebach und Schönborn gebildet hatte) mit den bisher selbständig gebliebenen Gemeinden Allendorf, Großropperhausen, Leuderode, Spieskappel und Verna zu einer wiederum neuen Großgemeinde Frielendorf zusammengeschlossen. Sitz der Gemeindeverwaltung wurde Frielendorf.  Für die ehemals eigenständigen Gemeinden wurde je ein Ortsbezirk mit Ortsbeirat und Ortsvorsteher nach der Hessischen Gemeindeordnung gebildet. Für die Orte Siebertshausen und Lanertshausen wurde ein gemeinsamer Ortsbezirk errichtet.
Übersichtstabelle
| Ehemalige Gemeinde | Datum         | Anmerkung                                                      |
| ------------------ | ------------- | -------------------------------------------------------------- |
| Allendorf          | 1. Jan. 1974  |                                                                |
| Gebersdorf         | 31. Dez. 1971 |                                                                |
| Grenzebach         | 1. Jan. 1974  |                                                                |
| Großropperhausen   | 1. Jan. 1974  |                                                                |
| Lanertshausen      | 15. Sep. 1968 | Eingemeindung nach Lenderscheid                                |
| Leimsfeld          | 31. Dez. 1971 | Zusammenschluss mit Obergrenzebach und Schönborn zu Grenzebach |
| Lenderscheid       | 31. Dez. 1971 |                                                                |
| Leuderode          | 1. Jan. 1974  |                                                                |
| Linsingen          | 31. Dez. 1971 |                                                                |
| Obergrenzebach     | 31. Dez. 1971 | Zusammenschluss mit Leimsfeld und Schönborn zu Grenzebach      |
| Schönborn          | 31. Dez. 1971 | Zusammenschluss mit Leimsfeld und Obergrenzebach zu Grenzebach |
| Siebertshausen     | 1. Juli 1970  | Eingemeindung nach Lenderscheid                                |
| Spieskappel        | 1. Jan. 1974  |                                                                |
| Todenhausen        | 31. Dez. 1971 |                                                                |
| Verna              | 1. Jan. 1974  |                                                                |

## Bevölkerung

### Einwohnerstruktur 2011
Nach den Erhebungen des Zensus 2011 lebten am Stichtag dem 9. Mai 2011 in Frielendorf 7621 Einwohner. Darunter waren 102 (1,3 %) Ausländer. Nach dem Lebensalter waren 1305 Einwohner unter 18 Jahren, 3078 zwischen 18 und 49, 1671 zwischen 50 und 64 und 1569 Einwohner waren älter. Die Einwohner lebten in 3195 Haushalten. Davon waren 822 Singlehaushalte, 891 Paare ohne Kinder und 1143 Paare mit Kindern, sowie 291 Alleinerziehende und 48 Wohngemeinschaften. In 654 Haushalten lebten ausschließlich Senioren und in 2076 Haushaltungen lebten keine Senioren.

### Einwohnerentwicklung
| Quelle: Historisches Ortslexikon |                                                |
| • 1585:                          | 51 Hausgesesse                                 |
| • 1639:                          | 22 hausgesessene Männer, 15 Witwen             |
| • 1681:                          | 42 Hausgesesse, 8 Ausschuss, zwei Junggesellen |
| • 1750:                          | 63 Wohnhäuser                                  |

| Frielendorf: Einwohnerzahlen von 1834 bis 2021 | Frielendorf: Einwohnerzahlen von 1834 bis 2021 | Frielendorf: Einwohnerzahlen von 1834 bis 2021 | Frielendorf: Einwohnerzahlen von 1834 bis 2021 | Frielendorf: Einwohnerzahlen von 1834 bis 2021 |
| --- | ---------------------------------------------- | ---------------------------------------------- | ---------------------------------------------- | ---------------------------------------------- |
| Jahr |                                                |                                                |                                                | Einwohner                                      |
| 1834 | 1834                                           |                                                | 693                                            | 693                                            |
| 1840 | 1840                                           |                                                | 743                                            | 743                                            |
| 1846 | 1846                                           |                                                | 787                                            | 787                                            |
| 1852 | 1852                                           |                                                | 782                                            | 782                                            |
| 1858 | 1858                                           |                                                | 757                                            | 757                                            |
| 1864 | 1864                                           |                                                | 794                                            | 794                                            |
| 1871 | 1871                                           |                                                | 789                                            | 789                                            |
| 1875 | 1875                                           |                                                | 798                                            | 798                                            |
| 1885 | 1885                                           |                                                | 917                                            | 917                                            |
| 1895 | 1895                                           |                                                | 984                                            | 984                                            |
| 1905 | 1905                                           |                                                | 1.156                                          | 1.156                                          |
| 1910 | 1910                                           |                                                | 1.229                                          | 1.229                                          |
| 1925 | 1925                                           |                                                | 1.448                                          | 1.448                                          |
| 1939 | 1939                                           |                                                | 1.460                                          | 1.460                                          |
| 1946 | 1946                                           |                                                | 2.195                                          | 2.195                                          |
| 1950 | 1950                                           |                                                | 2.210                                          | 2.210                                          |
| 1956 | 1956                                           |                                                | 1.983                                          | 1.983                                          |
| 1961 | 1961                                           |                                                | 1.885                                          | 1.885                                          |
| 1967 | 1967                                           |                                                | 1.888                                          | 1.888                                          |
| 1980 | 1980                                           |                                                | ?                                              | ?                                              |
| 1990 | 1990                                           |                                                | ?                                              | ?                                              |
| 2000 | 2000                                           |                                                | ?                                              | ?                                              |
| 2011 | 2011                                           |                                                | 7.621                                          | 7.621                                          |
| 2016 | 2016                                           |                                                | 7.296                                          | 7.296                                          |
| 2021 | 2021                                           |                                                | 7.174                                          | 7.174                                          |
| Datenquelle: Historisches Gemeindeverzeichnis für Hessen: Die Bevölkerung der Gemeinden 1834 bis 1967. Wiesbaden: Hessisches Statistisches Landesamt, 1968. Weitere Quellen: LAGIS; Zensus 2011; Statistische Bibliothek Ab 1970 einschließlich der im Zuge der Gebietsreform in Hessen eingegliederten Orte. |                                                |                                                |                                                |                                                |

### Historische Religionszugehörigkeit
| Quelle: Historisches Ortslexikon |                                                                                            |
| • 1861:                          | 648 evangelisch-reformierte, 128 jüdische Einwohner.                                       |
| • 1885:                          | 776 evangelische (= 84,52 %), 4 katholische (= 0,44 %), jüdische 137 (= 14,94 %) Einwohner |
| • 1961:                          | 643 evangelische (= 92,25 %), 44 katholische (= 6,31 %) Einwohner                          |

### Historische Erwerbstätigkeit
| • 1750: | zwei Müller, ein Krämer, ein Schreiner, 11 Leineweber, drei Schuhmacher, drei Bäcker, drei Handelsjuden, zwei Metzger, drei Schmiede, ein Schlosser, ein Wagner, sieben Schneider, ein Zimmermann, zwei Färber, 10 Branntweinbrenner, zwei Wirte, ein Essigbrauer, 13 Weibspersonen |
| • 1838  | Familien: 26 Ackerbau, 70 Gewerbe, 45 Tagelöhner |
| • 1961  | Erwerbspersonen: 62 Land- und Forstwirtschaft, 434 produzierendes Gewerbe, 160 Handel und Verkehr, 119 Dienstleistungen und Sonstiges |

## Politik

### Gemeindevertretung
Die Kommunalwahl am 14. März 2021 lieferte folgendes Ergebnis, in Vergleich gesetzt zu früheren Kommunalwahlen:
| Gemeindevertretung – Kommunalwahlen 2021                                                                   | Gemeindevertretung – Kommunalwahlen 2021                     |
| --- | ------------------------------------------------------------ |
| Stimmenanteil in %Wahlbeteiligung 53,7 % 6050403020100 49,7 (−2,0)30,2 (+1,6)20,1 (+0,4) SPDFWGCDU20162021 | SitzverteilungInsgesamt 25 Sitze - SPD: 12 - FWG: 8 - CDU: 5 |

| Parteien und Wählergemeinschaften | Parteien und Wählergemeinschaften           | % 2021 | Sitze 2021 | % 2016 | Sitze 2016 | % 2011 | Sitze 2011 | % 2006 | Sitze 2006 | % 2001 | Sitze 2001 |
| SPD                               | Sozialdemokratische Partei Deutschlands     | 49,7   | 12         | 51,7   | 16         | 53,9   | 17         | 51,3   | 16         | 56,7   | 18         |
| FWGF                              | Freie Wählergemeinschaft Frielendorf        | 30,2   | 8          | 28,6   | 9          | 22,1   | 7          | 22,2   | 7          | 14,1   | 4          |
| CDU                               | Christlich Demokratische Union Deutschlands | 20,1   | 5          | 19,7   | 6          | 24,0   | 7          | 26,6   | 8          | 25,5   | 8          |
| Gesamt                            | Gesamt                                      | 100,0  | 25         | 100,0  | 31         | 100,0  | 31         | 100,0  | 31         | 100,0  | 31         |
| Wahlbeteiligung in %              | Wahlbeteiligung in %                        | 53,7   | 53,7       | 58,0   | 58,0       | 55,4   | 55,4       | 58,7   | 58,7       | 68,0   | 68,0       |

### Bürgermeister
Nach der hessischen Kommunalverfassung wird der Bürgermeister für eine sechsjährige Amtszeit gewählt, seit dem Jahr 1993 in einer Direktwahl, und ist Vorsitzender des Gemeindevorstands, dem in der Gemeinde Frielendorf neben dem Bürgermeister ehrenamtlich ein Erster Beigeordneter und elf weitere Beigeordnete angehören. Bürgermeister ist seit dem 21. Mai 2022 Jens Nöll (SPD). Er wurde als Nachfolger von Thorsten Vaupel (SPD), der nach einer Amtszeit nicht mehr zur Wiederwahl angetreten war, am 26. September 2021 ohne Gegenkandidaten bei 74,3 Prozent Wahlbeteiligung mit 74,8 Prozent der Stimmen gewählt.
Amtszeiten der Bürgermeister
- 2022–2028 Jens Nöll (SPD)[18]
- 2016–2022 Thorsten Vaupel (SPD)[21]
- 1998–2016 Birger Fey (SPD)

### Ortsbeiräte
Für die Ortsteile Allendorf, Frielendorf, Gebersdorf, Großropperhausen, Leimsfeld, Lenderscheid, Leuderode, Linsingen, Obergrenzebach, Schönborn, Siebertshausen/Lanertshausen, Spieskappel, Todenhausen, Verna und Welcherod bestehen Ortsbezirke nach Maßgabe der §§ 81 und 82 HGO und des Kommunalwahlgesetzes in der jeweils gültigen Fassung. Die Ortsbeiräte bestehen aus drei bis neun Mitgliedern. Der Ortsbeirat des Ortsbezirks wird im Rahmen der Kommunalwahlen gewählt und bestimmt aus seiner Mitte den/die Ortsvorsteher/in. Die Ortsbezirksgrenzen entsprechen den Gemarkungen der eingegliederten ehemaligen Gemeinden.

### Wappen
| Wappen von Frielendorf | Blasonierung: „In Rot auf einem grünen Dreiberg wachsend ein silberner vierzinniger Turm, pfahlweise belegt mit einem schwarzen Spieß mit zwei beidseitigen Widerhaken zwischen zwei mittigen schwarzgerandten silbernen Schießscharten, beseitet mit je einer wachsenden, abgewandt gebeugten und dort zweifach beblatteten, golden Kornähre.“ |
| Wappen von Frielendorf | Wappenbegründung: Der silberne vierzinnige Turm symbolisiert das Frielendorfer Wahrzeichen, den Spießturm, der als teilredendes Wappen mit dem aufgelegten Spieß seinen Namen nennt. |

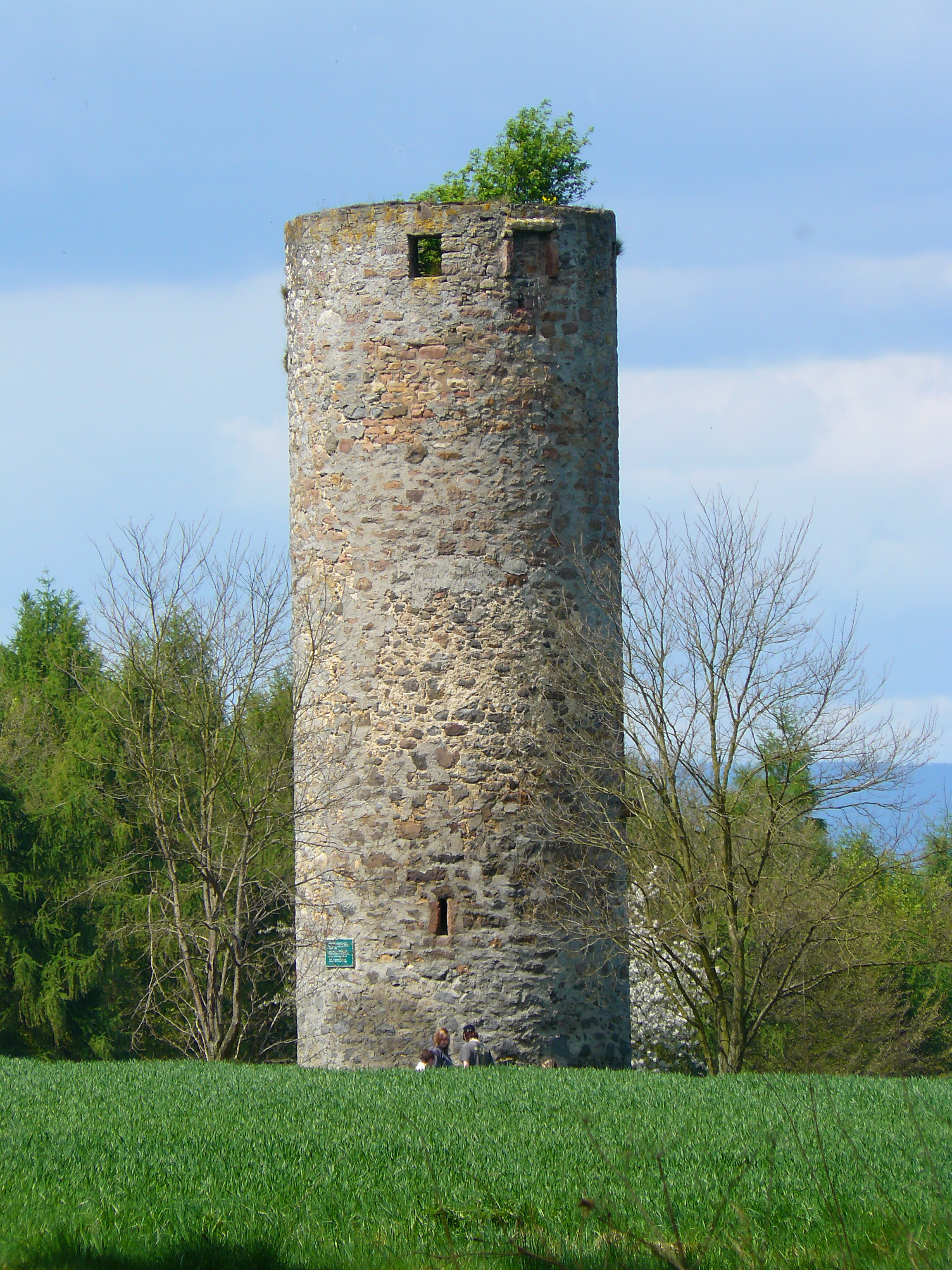
Der Spießturm (2008)

### Gemeindepartnerschaft
Die Gemeinde Frielendorf unterhält eine Partnerschaft mit dem thüringischen Kleinschmalkalden sowie seit dem 30. Mai 2009 mit der westflandrischen Stadt Poperinge.

## Kultur und Sehenswürdigkeiten

### Museen
Im Museumsladen mit der Ausstellung Die Zeche Frielendorf wird über Frielendorfer Geschichte und den einstigen Braunkohlenbergbau in und um das Dorf informiert.
Das Dorfmuseum Verna informiert über dörfliche Wohnkultur, Mobiliar und Handwerkzeug.

### Bauwerke

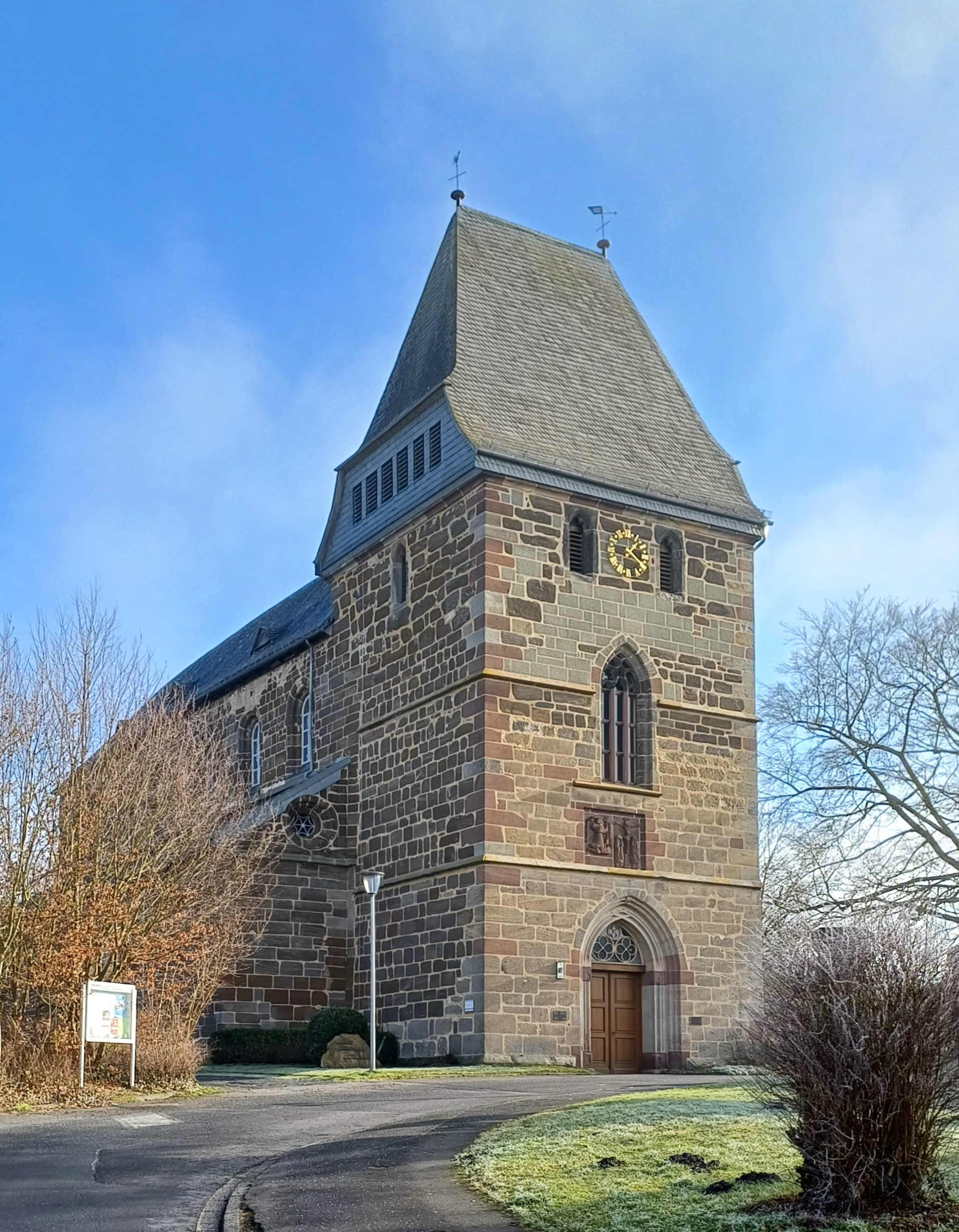
Kirche St. Johannes in Spieskappel

Im Ortsteil Spieskappel steht die 1255 geweihte Kirche St. Johannes des ehemaligen Klosters Spieskappel, die ursprünglich zum 1143 gegründeten Prämonstratenser-Chorherrenstift Cappel gehörte. Die Kirche wird meist nur als Klosterkirche bezeichnet. Die Orgel wurde in der Werkstatt des Orgelbauers Johannes Schlottmann aus Hersfeld gebaut.
Der Spießturm (auch „Spieskappeler Warte“ genannt) ist ein mittelalterlicher Wartturm, an der Straße zwischen Spieskappel und Obergrenzebach. Er steht an einem Punkt, an dem sich wichtige mittelalterliche Handelsstraßen schnitten, sowie an der einstigen Grenze zwischen Oberhessen und Niederhessen. Im 15. und 16. Jahrhundert fanden am Spieß die Landtage der hessischen Landstände statt. Der Spießturm ist Teil des Frielendorfer Wappens.

### Parks
Der Ferienwohnpark Silbersee liegt östlich von Frielendorf am Silbersee. Der Klosterpark in Spieskappel ist auch ein beliebtes Ausflugsziel.

## Wirtschaft und Infrastruktur

### Wirtschaft

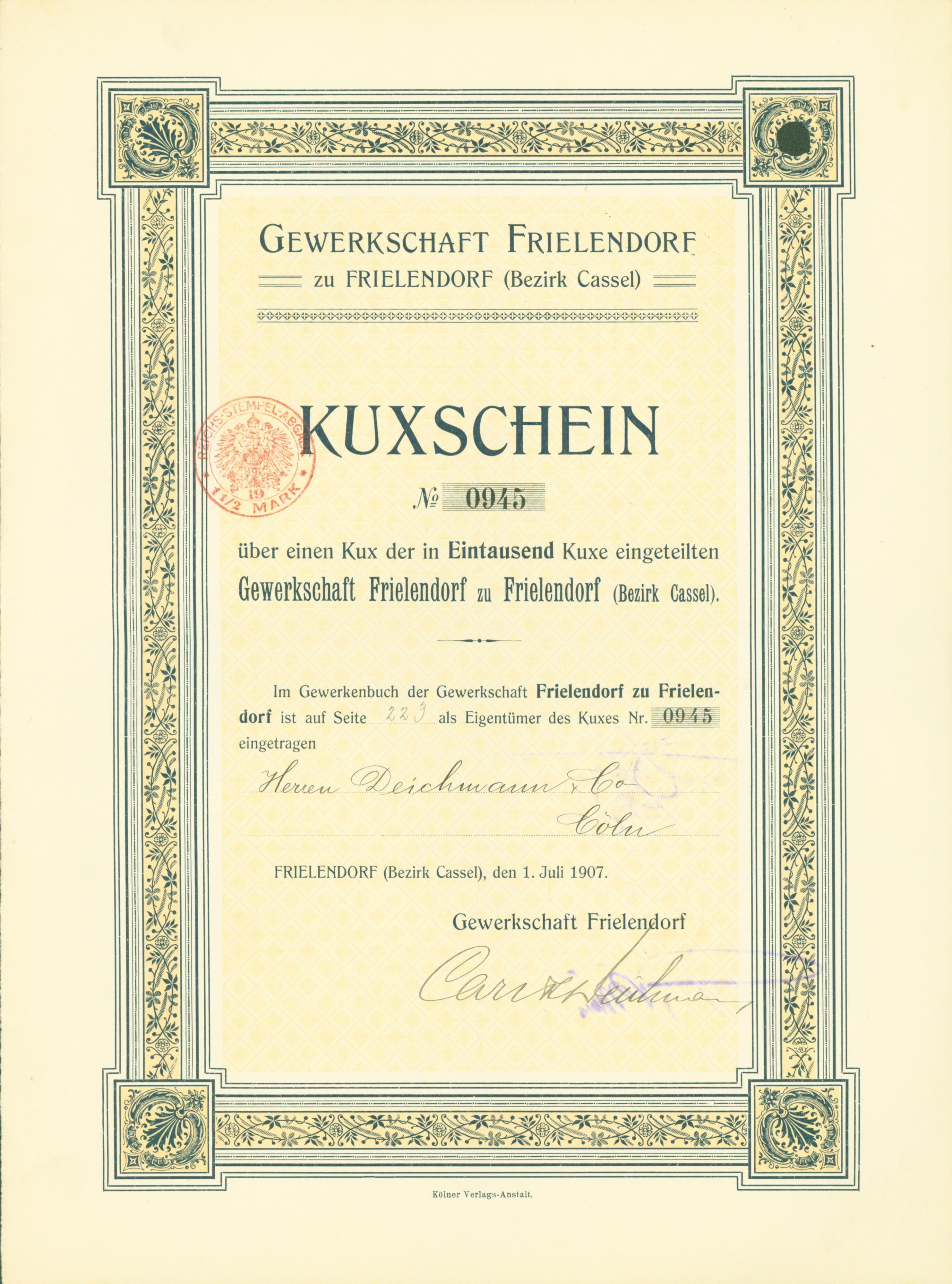
Kuxschein der Gewerkschaft Frielendorf vom 1. Juli 1907

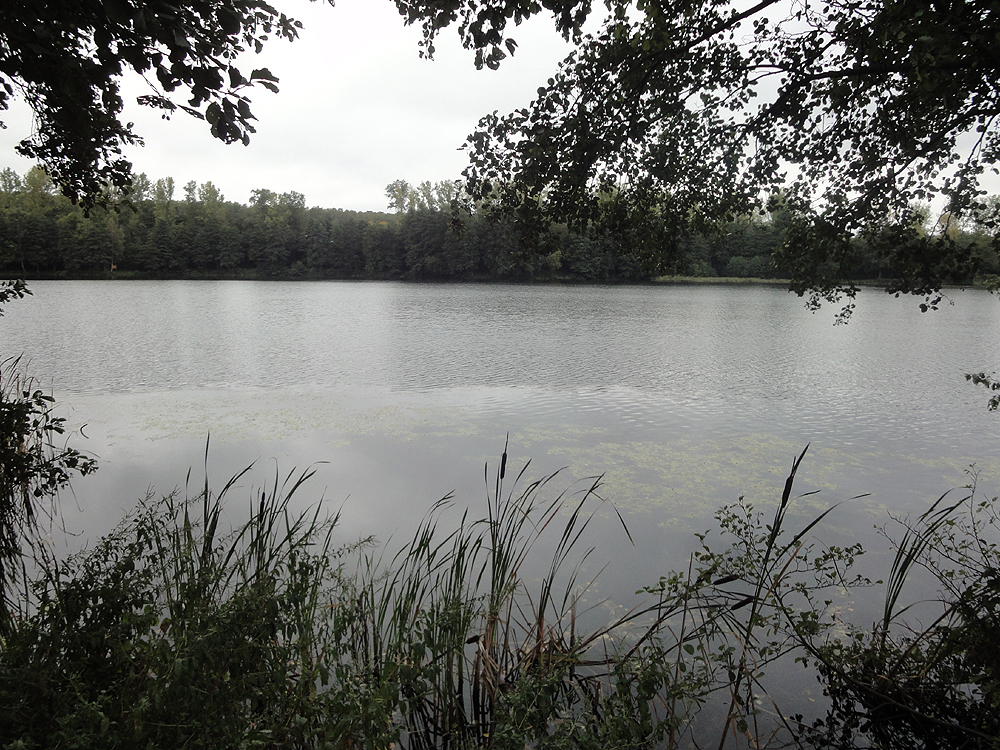
Der Silbersee bei Frielendorf

Etwa 150 Jahre lang, bis in die 1960er Jahre, waren Braunkohlebergbau und Brikettherstellung die wirtschaftliche Basis des Kernorts und der umliegenden Dörfer. Frielendorf gehörte zu den bedeutendsten Braunkohlerevieren Hessens, und Tagebaugruben prägten das Landschaftsbild. Das Dorfbild selbst wurde von der Brikettfabrik der Gewerkschaft Frielendorf dominiert. In den 1920er Jahren arbeiteten zeitweise rund 1400 Menschen im Frielendorfer Bergbau. Insgesamt wurden ca. 26,5 Millionen Tonnen Braunkohle gefördert und ca. 6,5 Millionen Tonnen Briketts hergestellt. Die Briketts der Marke „Hassia“ waren weit über die Region hinaus bekannt.
Mit dem Ende des Kohleabbaus in Frielendorf begann ein drastischer Strukturwandel, von Bergbau und Industrie zum Fremdenverkehr. Kernstück dieses Strukturwandels wurde die Umwandlung eines großen Tagebaurestlochs in einen Bade- und Angelsee, den Silbersee, dessen Umgebung inzwischen längst renaturiert ist und um den ein Feriendorf entstand.

### Verkehr
Frielendorf liegt an der Bundesstraße 254 (Homberg–Fulda). Zur Bundesautobahn 49 (Kassel–Fritzlar-Marburg) Anschlussstelle Neuental sind es etwa 11 km. Die Gemeinde gehört dem Nordhessischen Verkehrsverbund an. Die nächsten Bahnstationen sind Wabern, Schwalmstadt-Treysa, Borken (Hessen) und Kassel-Wilhelmshöhe. Früher hatte Frielendorf einen Bahnhof an der Bahnstrecke Leinefelde–Treysa.

## Persönlichkeiten
- Curt Beil (1879–1945), Bergbauingenieur, ehemaliger Inhaber der Farbwerke Wilhelm Urban in Spieskappel
- Klaus Ganz (* 1955), Fußballspieler
- Karl Bönisch (* 1960), Fußballspieler
- Margot Käßmann (* 1958), Theologin, ehemalige Pfarrerin in Spieskappel (1985–1990)
- Kurt Lotz (1912–2005), ehemaliger Vorstandsvorsitzender der Volkswagen AG
- Carl David Mäckel (1844–1911), Abgeordneter des Kurhessischen Kommunallandtages
- Stefan Marx (* 1979), Künstler
- Regine Müller (* 1959), MdL, ehemalige Leiterin des Kindergartens in Obergrenzebach
- Adolf Schmidt (1925–2013), Politiker und Gewerkschafter, Ausbildung als Grubenschlosser in Frielendorf absolviert
- Evelin Schönhut-Keil (* 1960 in Homberg/Efze), Abgeordnete des hess. Landtages 1990–2005; ehemalige Erste Beigeordnete des Landeswohlfahrtsverbandes Hessen
- Georg Völker (1887–1970), in Verna geborener Politiker, Abgeordneter des Hessischen Landtags